# 茨城県立友部特別支援学校
茨城県立友部特別支援学校（いばらきけんりつ ともべとくべつしえんがっこう）は、茨城県笠間市にある公立特別支援学校。知的障害者を教育の対象とする。

## 概要
笠間市に1970年に開校され、小学部、中学部、高等部を設置する。近隣には茨城県立中央病院や友部東特別支援学校など、医療、福祉関係の施設が所在している。

## 設置学部
- 小学部
- 中学部
- 高等部

## 寄宿舎
寄宿舎が設置され、通学困難、または寄宿舎生活を通じ自立心を身につけることを目指した児童生徒が入舎する。

## 沿革
- 1970年4月1日 - 茨城県立友部養護学校開校。
- 1990年4月1日 - 高等部に病弱コース設置。
- 1992年3月31日 - 病弱コースを友部東特別支援学校に移管。
- 2012年4月1日 - 校名を「茨城県立友部特別支援学校」と改めた。